# Saint-Andéol-de-Clerguemort
Pour les articles homonymes, voir Saint-Andéol.
Saint-Andéol-de-Clerguemort est une ancienne commune française, située dans le département de la Lozère en région Occitanie, devenue le 1er janvier 2016 une commune déléguée au sein de la commune nouvelle de Ventalon-en-Cévennes.
Ses habitants sont appelés les Andéoliens.

## Géographie

### Localisation
La commune est située dans le sud du département de la Lozère et est limitrophe du Gard. Elle fait partie des Cévennes.
Entièrement située sur le versant sud du Ventalon, Saint-Andéol-de-Clerguemort est la plus petite, la plus méridionale des communes de la communauté de communes des Cévennes au Mont Lozère. C’est également la plus densément peuplée (14 habitants au km²).
Saint-Andéol-de-Clerguemort est située à 685 km de Paris, à 300 km de Lyon, Toulouse, Toulon, à 100 km du littoral méditerranéen, à égale distance de Florac et d'Alès (45 km), mais aussi de Vialas et du Collet de Dèze (12 km). Saint-Andéol-de-Clerguemort se trouve sur l'artère principale du canton du Pont-de-Montvert qui est la route des crêtes
(CD 35), véritable épine dorsale reliant la Lozère au Gard.
L’accès à la commune peut se faire par la route à partir de la nationale 106 depuis l’axe de la vallée du Rhône ou depuis l’A75 ou par le train à partir de la gare d’Alès.
Sa superficie de 690 hectares dont 75% en zone cœur du parc national des Cévennes, correspond à quatre fois la taille de l’État du Vatican.
Son altitude s’étage de 380 m (hameau de Loubreyrou) à 970 m (hameau de L’Espinas).
Son relief très tourmenté est caractérisé par les vallées du Dourdon et de ses affluents, creusées dans le schiste. Il est sculpté par l’Homme qui a créé des terrasses appelées faïsses ou bancels pour cultiver les terres.
Au cours du  XXe siècle, les paysages de Saint-Andéol-de-Clerguemort se sont transformés : la majorité des terres agricoles sont devenues des forêts et les pins maritimes ou Laricio et les chênes verts ont colonisé les vergers de châtaigniers. Des plantations de mélèzes et de pins Douglas sont également apparues à partir des années 60 sur les terrains les plus favorables au châtaignier à bois (bouscas).
Ce changement de biotope a notamment favorisé l’expansion de la grande faune sauvage : sangliers et cervidés s’y sont développés.

### Communes limitrophes
|                                                 | Vialas                      |                     |
| Saint-Frézal-de-Ventalon (Ventalon en Cévennes) | Saint-Andéol-de-Clerguemort | Chamborigaud (Gard) |
|                                                 |                             | Le Collet-de-Dèze   |

## Histoire

### Héraldique
| Saint-Andéol-de-Clerguemort | Le blasonnement est : D'azur à Saint Andéol en diacre d'or. |

## Politique et administration
| Période | Période | Identité       | Étiquette | Qualité |
| ------- | ------- | -------------- | --------- | ------- |
| 2001    | 2008    | Daniel Mathieu |           |         |
| 2008    | 2015    | Camille Lecat  |           |         |

## Démographie
L'évolution du nombre d'habitants est connue à travers les recensements de la population effectués dans la commune depuis 1793. À partir du 1er janvier 2009, les populations légales des communes sont publiées annuellement dans le cadre d'un recensement qui repose désormais sur une collecte d'information annuelle, concernant successivement tous les territoires communaux au cours d'une période de cinq ans. 
Pour les communes de moins de 10 000 habitants, une enquête de recensement portant sur toute la population est réalisée tous les cinq ans, les populations légales des années intermédiaires étant quant à elles estimées par interpolation ou extrapolation. Pour la commune, le premier recensement exhaustif entrant dans le cadre du nouveau dispositif a été réalisé en 2005,.
En 2013, la commune comptait 98 habitants, en évolution de +4,26 % par rapport à 2008 (Lozère : −1,04 %, France hors Mayotte : +2,49 %).
| 1793 | 1800 | 1806 | 1821 | 1831 | 1836 | 1841 | 1846 | 1851 |
| ---- | ---- | ---- | ---- | ---- | ---- | ---- | ---- | ---- |
| 376  | 323  | 328  | 325  | 346  | 348  | 351  | 382  | 373  |

| 1856 | 1861 | 1866 | 1872 | 1876 | 1881 | 1886 | 1891 | 1896 |
| ---- | ---- | ---- | ---- | ---- | ---- | ---- | ---- | ---- |
| 363  | 340  | 325  | 330  | 325  | 314  | 296  | 262  | 299  |

| 1901 | 1906 | 1911 | 1921 | 1926 | 1931 | 1936 | 1946 | 1954 |
| ---- | ---- | ---- | ---- | ---- | ---- | ---- | ---- | ---- |
| 296  | 272  | 259  | 208  | 200  | 215  | 142  | 98   | 68   |

| 1962 | 1968 | 1975 | 1982 | 1990 | 1999 | 2005 | 2010 | 2013 |
| ---- | ---- | ---- | ---- | ---- | ---- | ---- | ---- | ---- |
| 57   | 46   | 37   | 44   | 55   | 73   | 84   | 103  | 98   |

## Lieux et monuments
Église Saint-Andéol.

## Personnalités
- Frédéric Dion dit Homéric, Prix Médicis 1998.